# Friedrich Seidel (Verleger)
Friedrich Seidel (* 7. Juli 1863; † nach 1943) war ein deutscher Zeitungsverleger und Buchdruckereibesitzer.
Seidel war Verleger der Obererzgebirgischen Zeitung. Heimatblatt für alle Volkskreise im obererzgebirgischen Grenzgebiet. General-Anzeiger für das gesamte Obererzgebirge, die in Buchholz i. Sa. erschien und aus der auch die Erzgebirgischen Heimatblätter hervorgegangen sind. In Buchholz wirkte er seit Beginn der 1890er Jahre bis nach seinem 80. Geburtstag. Neben seinem bleibenden Verdienst um die Entwicklung des Pressewesens im Erzgebirge, hinterließ er den imposanten Bau des Verlagsgebäudes der Buchdruckerei Friedrich Seidel in der Marktstraße Buchholz.
In seinem Verlag erschien u. a.:
- Laura Herberger: De Hutz’nstub. Erzählungen in erzgebirgischer Mundart, Teile 1–9, Buchholz 1924–1934
- Bernhard Brückner: Noochn Feierobnd, Buchholz 1935